# 10. Symfoni (Beethoven)
Beethovens 10. symfoni i Es-dur blev påbegyndt af Ludwig van Beethoven umiddelbart efter færdiggørelsen af hans 9. symfoni, alt imens han arbejdede på de sidste strygekvartetter. Da han gik i gang med sin 9. symfoni, skrev han til Philharmonic Society of London og spurgte, hvor meget de ville betale for en ny. Eftersom hans 9. symfoni alligevel ikke kom til London, besluttede Beethoven sig for at skrive endnu en. Han arbejdede på skitserne til en symfoni i Es-dur længe før hans 9. symfoni i D-mol var færdig, og nu gik han i gang med at skrive videre. Han nåede dog aldrig at instrumentere værket.

## Historie
Selv om man har skitser til en scherzo, som menes at være skrevet som 3. sats til den 10. symfoni, er materialet for fragmentarisk til, at det kan bruges til en opførelse, selv om en orkestrering kan muliggøres. Derimod er langt det meste af 1. sats skitseret, hvilket har gjort det muligt at færdiggøre denne. Man har også fundet skitser til en langsom sats, som er meget unormal i forhold til Beethovens andre værker. Det vides ikke, hvad Beethoven havde tænkt sig med resten af symfonien, bl.a. fordi hans håndskrift i de senere år af hans liv blev forfærdelig sjusket, hvorfor det tit er svært at genkende selv de mest kendte af hans værker, hvis man ser originalerne.
Otte dage før Beethoven døde, skrev han til London og bad om forskud på betalingen for den nye symfoni "som allerede ligger skitseret i min pult"[kilde mangler]. Skitserne har dog været glemt i mange år indtil 1988, hvor "Beethoven-eksperten" Barry Cooper begyndte på at skrive symfonien færdig.

## Opbygning
Symfonien begynder lidt skæbne-agtigt med dybe toner, og derefter kommer temaet: En variation i Es-dur over det smukke tema fra 2. sats af Beethovens klaversonate nr. 8 i C-mol, "Pathétique". Efter ca. 4 minutter går et vildt udbrud løs i C-mol. Symfonien brager nu løs i et hurtigt, stressende tempo, hvor der kommer alt fra stille, men ophidsende melodier til store, vilde udbrud. Efter lang tid sker der en brat ændring, og det smukke, langsomme tema høres igen og afslutter 1. sats smukt. Satsen varer ca. 15 minutter.
Det er kun 1. sats og skitserne til den omtalte scherzo, der kendes i dag, idet skitser til de øvrige satser enten endnu ikke er fundet, er gået tabt eller aldrig har eksisteret.
Midt i det ufuldendte partitur skrev Beethoven: "Komm, nimm mich ab zu Verklärung!" (Kom, tag mig med til forklarelsen!). Man mener, at symfonien skulle afspejle komponistens liv, idet han også brugte temaet fra Pathétique.
Finalesatsen til Strygekvartet nr. 13 i Bb-dur, som blev skrevet som alternativ til den oprindelige finale, der nu er kendt som Große Fuge, er Beethovens sidste færdiggjorte værk.

## Indflydelse og efterliv
Det vides, at Brahms var meget inspireret af Beethoven, hvilket har haft så stor indflydelse på hans 1. symfoni, at denne somme tider kaldes "Beethovens Tiende". Mærkeligt nok indeholder både Brahms 1. symfoni og Beethovens fragmentariske 10. symfoni en midterpassage i 1. sats i 6/8 takt i C-mol.
Eftersom Beethovens i alt ni symfonier af mange senere komponister betragtes som fuldendte, siger overtroen, at en komponist ikke kan skrive mere end ni symfonier, og som følge af færdiggørelsen af vedkommendes niende, vil denne dø inden længe. Det synes også at passe på flere komponister, f.eks. Franz Schubert, Anton Bruckner, Antonín Dvořák, Gustav Mahler og Ralph Vaughan Williams.